# 中葡里斯本草約

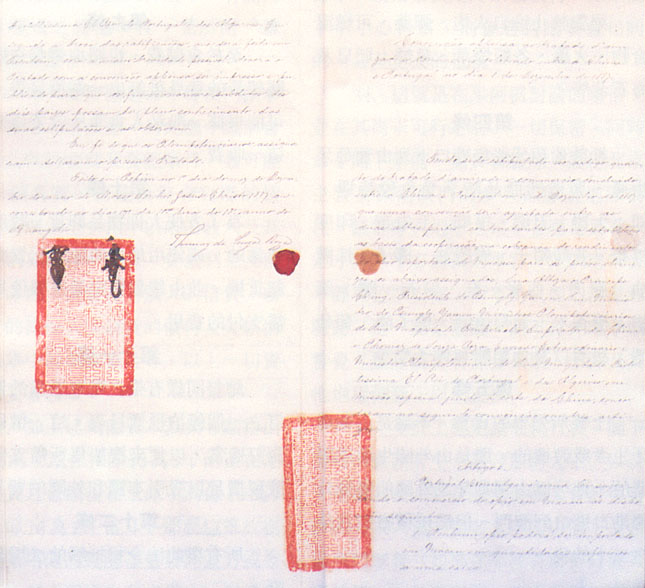
中葡里斯本草約

《中葡里斯本草約》或稱《中葡會議草約》、《中葡草約》，是大清帝國政府與葡萄牙王國政府於1887年草簽的外交文件，內容“定准在中國北京即議互換修好通商條約”及“中國堅准，葡國永駐管理澳門以及屬澳之地，與葡國治理他處無異。”結果草約內容，成為日後的《中葡和好通商條約》之基礎，但亦做出了不少修改。

## 沿革
自澳門總督亞馬留在1846年4月上任後，葡萄牙已對澳門地區推行一系列殖民統治政策，並拒絕向清政府繳納地租銀。當時的葡萄牙人已在澳門居住、進行貿易、通過澳門議事會和澳門總督對澳門進行管理。而在1864年（清同治3年），葡萄牙没有成功取得《中葡和好貿易條約》的互換文件，結果該條約不能成為具有法律效力的正式文件，讓葡萄牙正式佔據澳门。雖然佔據澳门的计划告吹了，但葡萄牙仍等待機會正式佔據中國的土地。直至1886年（光绪12年），葡萄牙與英國代表就鴉片緝私徵稅的合作與清政府谈判。1887年（清光绪13年），在清政府擔任海關總稅務司的北愛爾蘭人羅伯特·赫德指示金登幹（James Duncan Campbell）前往里斯本，與曾任澳門總督的葡萄牙代表羅沙（Tomás de Sousa Rosa）和葡萄牙外長巴羅果美（Henrique de Barros Gomes）舉行會議，並於3月26日草簽了《中葡里斯本草約》。因《中葡里斯本草約》訂明雙方“定准在中國北京即議互換修好通商條約”。結果於同年12月1日，清政府與葡萄牙代表終於在北京正式簽署《中葡和好通商條約》，將草約中的「永駐管理澳門以及屬澳之地」改為「永居管理澳門」，並刪除了「與葡國治理他處無異」字樣。

## 草約內容
《中葡里斯本草約》內容，共4款：
1. 定准在中國北京即議互換修好通商條約，此約內亦有一體均沾之條。
2. 定准由中國堅准，葡國永駐管理澳門以及屬澳之地，與葡國治理他處無異。
3. 定准由葡國堅允，若未經中國首肯，則葡國永不得將澳地讓與他國。
4. 定准由葡國堅允，洋藥稅徵事宜應如何會同各節，凡英國在香港施辦之件，則葡國在澳類推辦理。

## 外部連結
- 里斯本谈判与中葡条约的签订